# Sogeri
Sogeri – miasto w Papui-Nowej Gwinei, w prowincji Sepik Wschodni.